# Casa Rectoral (Banyeres del Penedès)
La Casa Rectoral és una obra amb elements gòtics i renaixentistes de Banyeres del Penedès (Baix Penedès) inclosa a l'Inventari del Patrimoni Arquitectònic de Catalunya.

## Descripció
Adossada a la banda esquerra de l'església hi ha la casa rectoral. Consta de dues plantes i la façana està totalment arrebossada. La planta baixa presenta una portalada d'arc de mig punt dovellat i un trencaaigües, així com una finestra a cada banda amb ampit i reixa. El pis noble presenta tres finestres amb ampit i trencaaigües. Ressalta un potent contrafort a la part dreta.

## Història
La casa, d'antiga construcció i de dolenta estructuració interna, data del 1700 segons es llegeix amb certa dificultat en una pedra de les escales interiors.